# Grote Kerk (Drachten)
De Grote Kerk is een kerkgebouw in Drachten in de Nederlandse provincie Friesland.

## Beschrijving
De kerk uit 1743 is een T-vormig bouwwerk. Boven de ingang een bekroning in Lodewijk XIV-stijl met de wapens (afgekapt in 1795) van de stichters van de kerk. Hector Livius van Haersma, oud 5 jaar, heeft in 1742 de eerste steen gelegd. De houten geveltoren met ingesnoerde spits heeft een windvaan in de vorm van drie turven. Het kerkgebouw is een rijksmonument.
Het interieur wordt gedekt door een houten tongewelf. De preekstoel (1743) in Lodewijk XV-stijl met allegorieën (deugden) op de panelen: de waarheid met zon, boek en palmtak op een wereldbol, geloof gekleed in wapenrusting Gods, liefde met vlammed hart en omgeven door kinderen, hoop met het anker en voorspoed met hoorn des overvloeds en palmtak. Er is een herenbank uit 1744 en een herenbank (1750) met kuifstuk in Lodewijk XIV-stijl. Van de vier gebrandschilderde ramen (1743) zijn er drie vervaardigd door Jurjen Staak en één door Ype Staak. Het orgel uit 1820 is gemaakt door J.A. Hillebrand en uitgebreid in 1986.

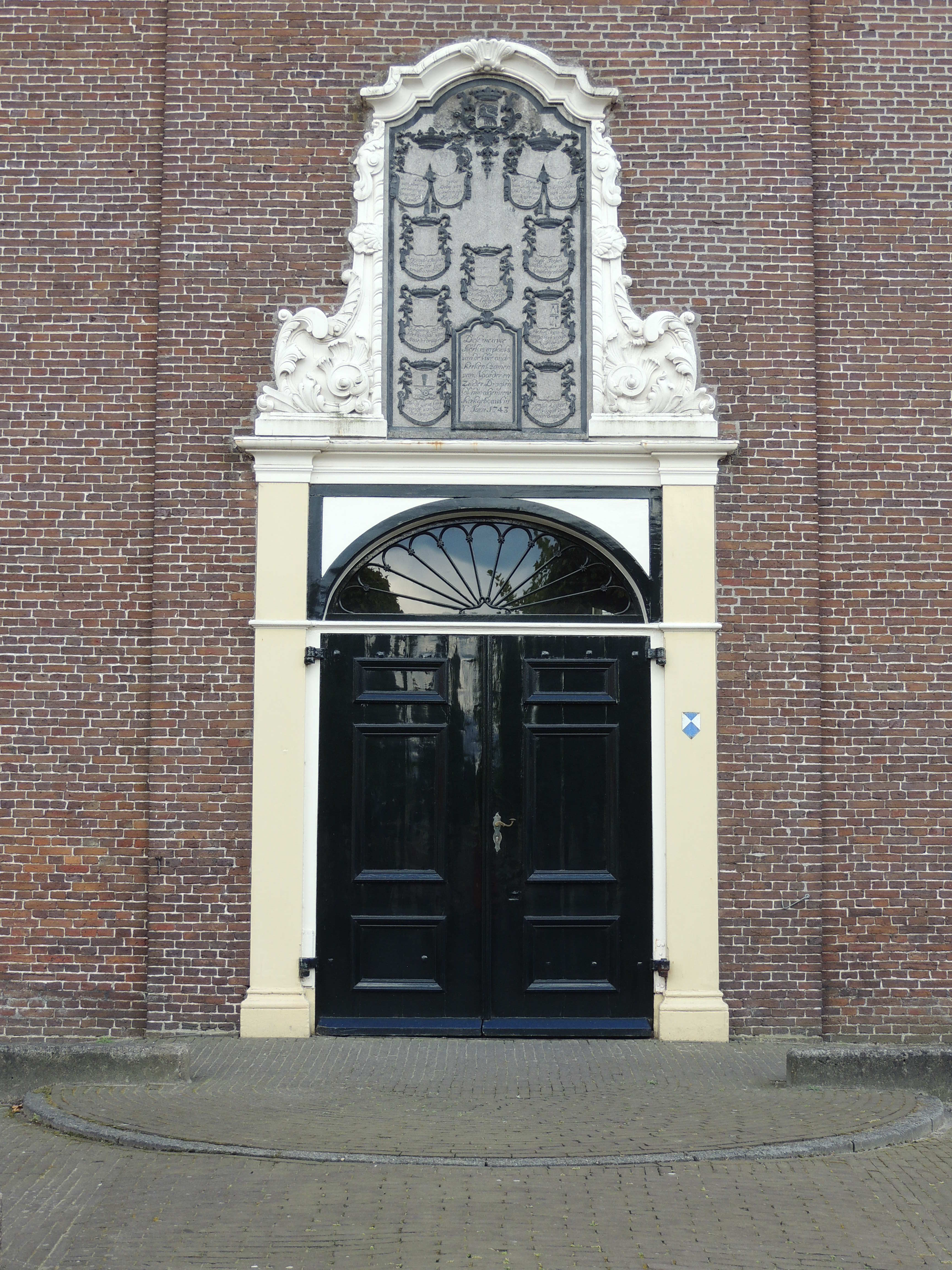
Ingangsportaal
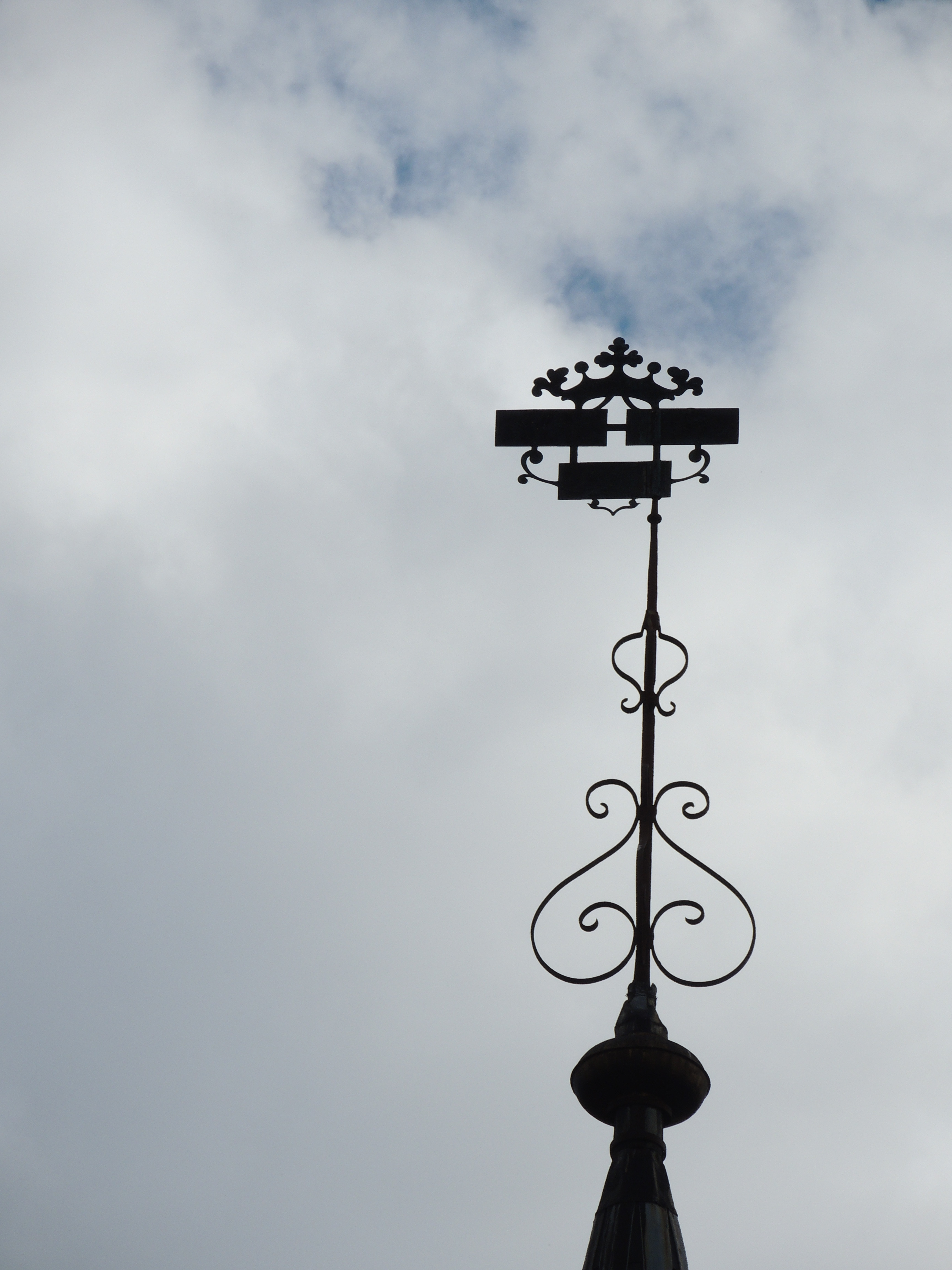
Windvaan
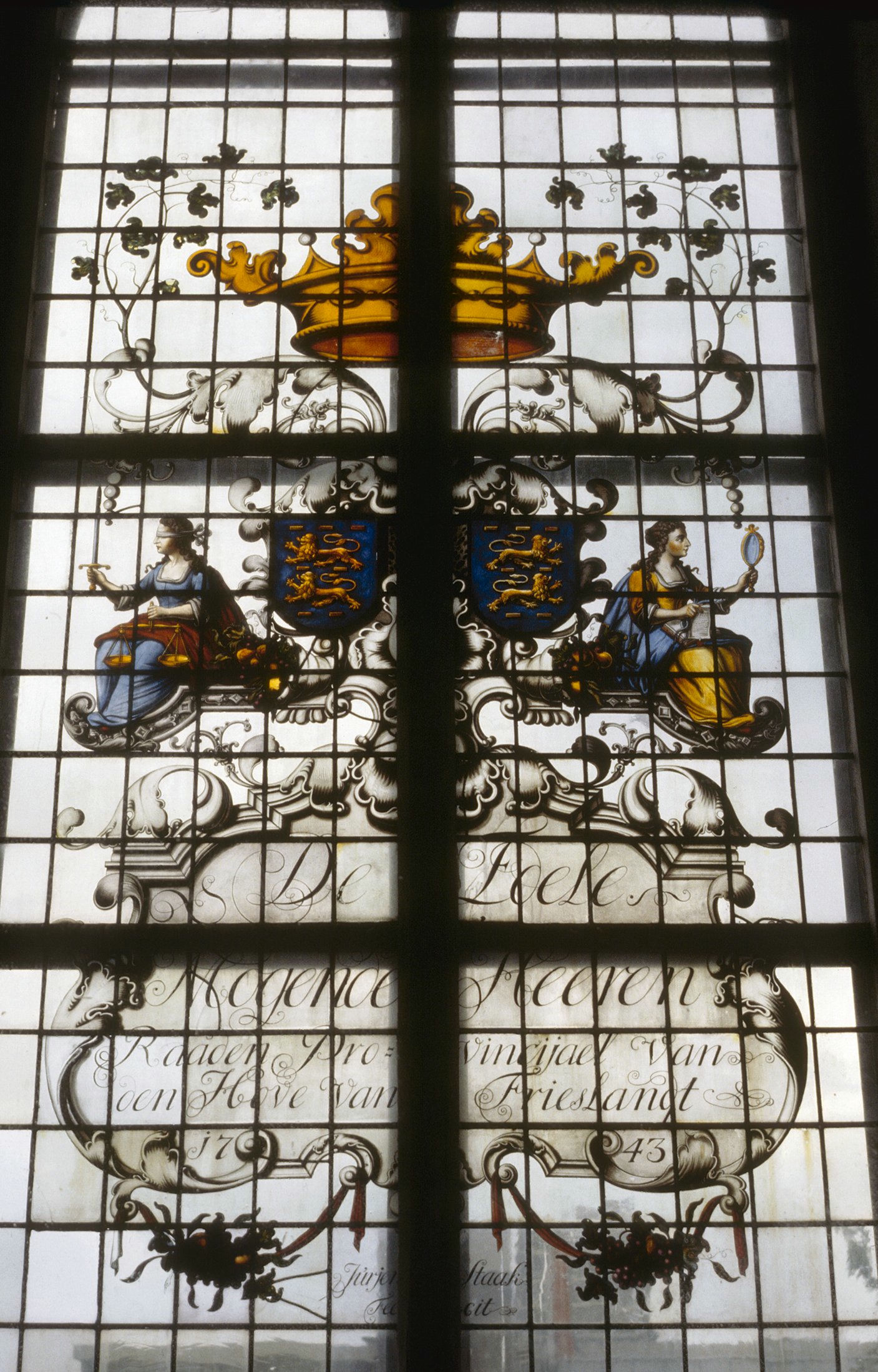
Glas in loodraam
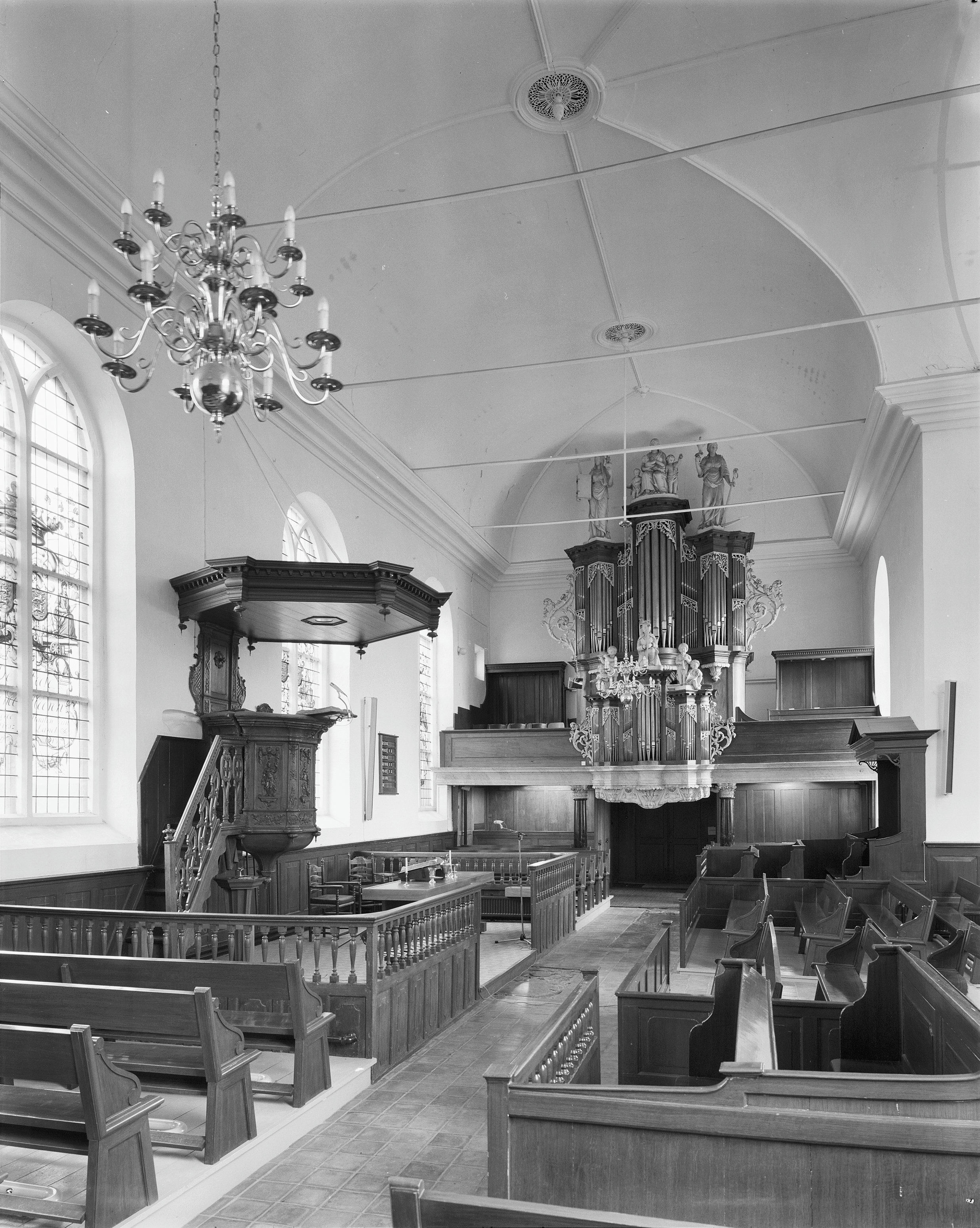
Interieur (1981)

## Orgel
Het orgel is in 1820 gebouwd door J.A. Hillebrand. In 1942 is een restauratie uitgevoerd door H.W. Flentrop, waarbij het onder andere is uitgebreid met een electro-pneumatisch vrij pedaal en de windvoorziening is vernieuwd. Ook zijn enkele wijzigingen in de dispositie aangebracht. In de jaren 1974 en 1986 is door de firma Flentrop Orgelbouw een nieuwe grote restauratie uitgevoerd. Hierbij is onder andere het in 1942 aangebrachte electro-pneumatische pedaal vervangen door een mechanisch vrij pedaal. Het orgel heeft 20 registers, verdeeld over Hoofdwerk, Rugwerk en Pedaal. Het staat opgesteld op de orgelgalerij. 

###### Dispositie
| Hoofdwerk C-f3:       | Rugwerk C-f3:    | Pedaal C-d1: | Speelhulpen:  |
| Bourdon 16            | Gedekt 8         | Bourdon 16   | Koppel HW-RW  |
| Prestant 8            | Viola di Gamba 8 | Octaaf 8     | Koppel Ped-HW |
| Holpijp 8             | Prestant 4       |              | Tremulant     |
| Flute Travers 8 disc. | Fluit 4          |              |               |
| Octaaf 4              | Nasard 3         |              |               |
| Fluit 4               | Woudfluit 2      |              |               |
| Quint 3               | Dulciaan 8       |              |               |
| Superoctaaf 2         |                  |              |               |
| Mixtuur 3-4 st.       |                  |              |               |
| Cornet 3 st. disc.    |                  |              |               |
| Trompet 8 b/d         |                  |              |               |